# Lípa na Purku
Lípa na Purku je památný strom ve městě Mirošov jihovýchodně od Rokycan. Lípa malolistá (Tilia cordata) roste u kaple při cestě k rybníku na severovýchodním okraji města v nadmořské výšce 436 m. Obvod jejího kmene měří 225 cm a koruna stromu dosahuje do výšky 17 m (měření 1984). Chráněna je od roku 1985 jako krajinná dominanta a součást památkově chráněného tvrziště, které je pozůstatkem tvrze Dvorec ze čtrnáctého století.

## Stromy v okolí
- Lípy u křížku
- Mirošovský topol